# Pristimantis scoloblepharus
Pristimantis scoloblepharus es una especie de anfibio anuro de la familia Craugastoridae.

## Distribución
Esta especie es endémica del departamento de Antioquia en Colombia. Habita en los municipios de Sonsón y Belmira entre los 2620 y 2800 m de altitud en la Cordillera Central.

## Publicación original
- Lynch, 1991 : New diminutive Eleutherodactylus from the Cordillera Central of Colombia (Amphibia: Leptodactylidae). Journal of Herpetology, vol. 25, n.º 3, p. 344-352.[6]